# Monumento a Campoamor (Alicante)
El monumento a Campoamor es una escultura dedicada al poeta y político español Ramón de Campoamor, ubicado en el paseo de Campoamor de la ciudad de Alicante (España). La obra fue realizada en 1917 por el escultor alicantino Vicente Bañuls.

## Historia
El busto fue esculpido en piedra por Vicente Bañuls en 1917 y colocado originalmente en el paseo que lleva el nombre de Campoamor, entre las actuales avenidas de Alcoy y de Jijona. Desde su pedestal, la escultura presenció los cambios urbanísticos de la zona durante décadas. Sin embargo, durante las obras de canalización del plan antirriadas, el monumento fue retirado y almacenado.
Tras años de almacenamiento, el busto fue localizado y sometido a un proceso de restauración por parte del área de Restauración de Alicante Cultura. Se le reconstruyeron partes dañadas, como la nariz y las orejas, y se le aplicaron medidas de protección contra actos vandálicos. Finalmente, en 2013, la escultura fue reinstalada en el paseo de Campoamor, frente al colegio Virgen del Remedio y junto al Auditorio de la Diputación de Alicante (ADDA).

## Descripción
La escultura consiste en un busto de Ramón de Campoamor tallado en piedra, colocado sobre un pedestal también de piedra con el texto "Alicante a Campoamor". La obra refleja el estilo clásico de Bañuls, con una atención meticulosa a los detalles faciales y una expresión serena que transmite la dignidad del personaje.